# Hyblaea saturata
Hyblaea saturata is een vlinder uit de familie van de Hyblaeidae. De wetenschappelijke naam van de soort is voor het eerst geldig gepubliceerd in 1865 door Francis Walker.